# Cantón de Dormans
El cantón de Dormans era una división administrativa francesa, que estaba situada en el departamento de Marne y la región de Champaña-Ardenas.

## Composición
El cantón estaba formado por catorce comunas:
- Boursault
- Champvoisy
- Courthiézy
- Dormans
- Festigny
- Igny-Comblizy
- Le Breuil
- Leuvrigny
- Mareuil-le-Port
- Nesle-le-Repons
- Œuilly
- Troissy
- Verneuil
- Vincelles

## Supresión del cantón de Dormans
En aplicación del Decreto n.º 2014-208 de 21 de febrero de 2014, el cantón de Dormans fue suprimido el 22 de marzo de 2015 y sus 14 comunas pasaron a formar parte del nuevo cantón de Dormans-Paisajes de Champaña.